# Цоньо Ботев
Цоньо Георгиев Ботев е български политик.

## Биография
Роден на 24 март 1949 г. в гр. Сухиндол, Великотърновска област. Завършва Априловската гимназия в Габрово през 1967 година, а след това следва (1967 – 1972) в Технически университет в същия град, дипломирайки се като инженер със специалност „Полупроводникова и промишлена електроника“.
Конструктор в Завод "Промишлена електроника" от 1972 до 1981 г. Работи в Институт "Мехатроника" - Габрово (завод "Промишлена електроника") от 1972 до 1987 г., научен сътрудник І степен и ръководител секция от 1985 до 1987 г. Заместник-директор на Технологичния институт за електронизация на леката промишленост ("ЕЛИСА" ЕООД) от 1987 до 1991 г. 
Бил е управител на "Аквапласт" ООД. Водещ одитор в "Бюро Веритас Сертификейшън". Консултант по разработване и мведряване на системи за управление по международно признати стандарти.
Автор е на книгите „Надежди и разочарования“ (2019), „Спомени за баскетбола в Габровски окръг“ (2020) и „Ах, тези габровци!“ (2022).

### Политическа дейност
- юни 1998 – октомври 2001 – Председател на Държавна агенция по стандартизация и метрология(ДАСМ – впоследствие ДАМТН)
- април 1997 – юни 1998	Народен представител в XXXVIII народно събрание, от VII Габровски избирателен район. Председател на Комисията по местно самоуправление, регионална политика и благоустройство и член на Комисията по Национална сигурност
- декември 1994 – февруари 1997 – Народен представител в XXXVII народно събрание от VII Габровски избирателен район. Член на Икономическата комисия.
- декември 1991 – април 1993 – Областен управител на област Ловеч
- декември 1989 – август 1991 – Учредител, заместник-председател и председател на Клуб за демокрация „Алтернатива“- Габрово към НКД;
- януари 1990 – 11/1991	Учредител и орг. секретар на СДС – Габрово;
- 09/1990 – 10/1991 – Член на Временната общинска управа в Габрово. Представител на СДС;
- 08/1991 – 04/2004 – Член на Радикал-демократическата партия (РДП);
- 10/1991 – 12/1994 – Общински съветник от СДС в Общ. съвет – Габрово;
- 05/1993 – 02/1995 – Председател на Общински координационен съвет на СДС – Габрово;
- 06/1993 – 04/2004 – Член на Националния партиен съвет на РДП;
- 12/1994 – 02/1997 – Народен представител от СДС в XXXVII НС;
- 01/1995 – 05/2000 – Член на Националния съвет на СДС;
- 02/1995 – 04/2004 – Член на Изпълнителния комитет на РДП;
- 04/1997 – 06/1998 – Народен представител от СДС в XXXVIII НС;
- 04/1998 – 05/2000 – Председател на Областния съвет на СДС – Габрово;
- 08/1998 – 03/2000 – И.д. председател на РДП.
- 07/1995 – 04/2004 – Заместник-председател на РДП
- Член е на СДС от юли 2004 г.
- 05/2006 – 10/2007 – Зам. Председател на СДС – „Изгрев“ – София
- от юли 2007 е	член на Контролния съвет на СДС
- от 19.10.2014 г. – учредител и заместник-председател на ПП „Движение демократично действие – Д3“ (www.deistvie.bg) - до 16.06.2019 г.